# Cerebratulus erythrorochma
Cerebratulus erythrorochma är en djurart som tillhör fylumet slemmaskar, och som beskrevs av Louis Joubin 1902. Cerebratulus erythrorochma ingår i släktet fläsknemertiner, och familjen Cerebratulidae. Inga underarter finns listade i Catalogue of Life.